# 小城郵便局
小城郵便局（おぎゆうびんきょく）は佐賀県小城市にある郵便局。民営化前の分類では集配普通郵便局であった。

## 概要
住所：〒845-8799 佐賀県小城市小城町256-5
民営化直前の集配業務再編において、多くの集配普通郵便局は統括センターとなったが、当局は配達センターとされたため、民営化後も郵便事業株式会社の支店は併設されず、集配センターが併設された。

## 沿革
- 1872年1月14日（明治4年12月5日） - 小城郵便取扱所として開設[1]。
- 1875年（明治8年）1月1日 - 小城郵便局（五等）となる。
- 1881年（明治14年）4月16日 - 為替取扱を開始。
- 1882年（明治15年） - 貯金取扱を開始。
- 1894年（明治27年）2月16日 - 小城郵便電信局となる。
- 1903年（明治36年）4月1日 - 通信官署官制の施行に伴い小城郵便局となる。
- 1960年（昭和35年）10月1日 - 特定郵便局から普通郵便局に局種別改定[2]。
- 1962年（昭和37年）6月1日 - 国内欧文電報受付・配達および国際電報受付・配達の各事務を、佐賀電報局に移管。
- 1967年（昭和42年）2月26日 - 電話交換および和文電報配達業務を小城電報電話局に移管。
- 1987年（昭和62年）1月 - 局舎新築。
- 2000年（平成12年）8月14日 - 外国通貨の両替および旅行小切手の売買に関する業務取扱を開始。
- 2007年（平成19年）10月1日 - 民営化に伴い、併設された郵便事業佐賀北支店小城集配センターに一部業務を移管。
- 2012年（平成24年）10月1日 - 日本郵便株式会社発足に伴い、郵便事業佐賀北支店小城集配センターを小城郵便局に統合。
- 2018年（平成30年）10月9日 - 牛津郵便局から集配業務を移管。

## 取扱内容
- 郵便、印紙、ゆうパック、内容証明
- 貯金、為替、振替、振込、国際送金、国債、投資信託
- 生命保険、バイク自賠責保険、自動車保険
- ゆうちょ銀行ATM
- 小城市内の集配業務

## 周辺
- 小城市役所 小城庁舎
- 佐賀県立小城高等学校
- 小城公園

## アクセス
- JR唐津線 小城駅から北へ約1.2km（徒歩約14分）
- 昭和バス 小城停留所下車
- 長崎自動車道 佐賀大和ICから西へ約9km、多久ICから東へ約7km
- 国道203号沿い
- 駐車場あり：14台